# Василевка (Добропольский район)
Василевка (укр. Василівка) — село на Украине, находится в Добропольском районе Донецкой области.
Код КОАТУУ — 1422088802. Население по переписи 2001 года составляет 74 человека. Почтовый индекс — 85033. Телефонный код — 6277.

## Адрес местного совета
85033, Донецкая область, Добропольский р-н, с. Шиловка, ул.Шевченко, 1, 9-82-19